# A Bola
A Bola MHIH é um jornal desportivo português de âmbito nacional e com periodicidade diária.

## História
A sua primeira edição foi em 1945, tendo sido fundado por Cândido de Oliveira, António Ribeiro dos Reis e Vicente de Melo, publicando-se duas vezes por semana. Em 1989 passou a quadrissemanário, com publicação também aos domingos. Tornou-se um jornal diário em 1995.
A 27 de Janeiro de 1995 foi feito Membro-Honorário da Ordem do Infante D. Henrique.
Tornou-se o jornal mais popular entre os emigrantes portugueses e bastante lido nas antigas colónias portuguesas de África. Desde 2006 é também impresso em Newark, Nova Jersey, nos EUA. A partir de 2009 passou a contar, também, com edição para Angola, três vezes por semana, e a partir de 2012, também em versão de trissemanário, produz edição para Moçambique.
A 30 de Janeiro de 2015 festejou os 70 anos, que também foi o dia em que foi revelado o maior coleccionador de jornais da A Bola, Alexandre Ribeiro, professor de matemática, que já tem mais que três mil exemplares, incluindo o primeiro número de há 70 anos.
No verão de 2023, o grupo suíço de mídia e tecnologia Ringier adquiriu o jornal A Bola. Os valores da transação não foram divulgados.